# Tadeusz Milewski (żołnierz)

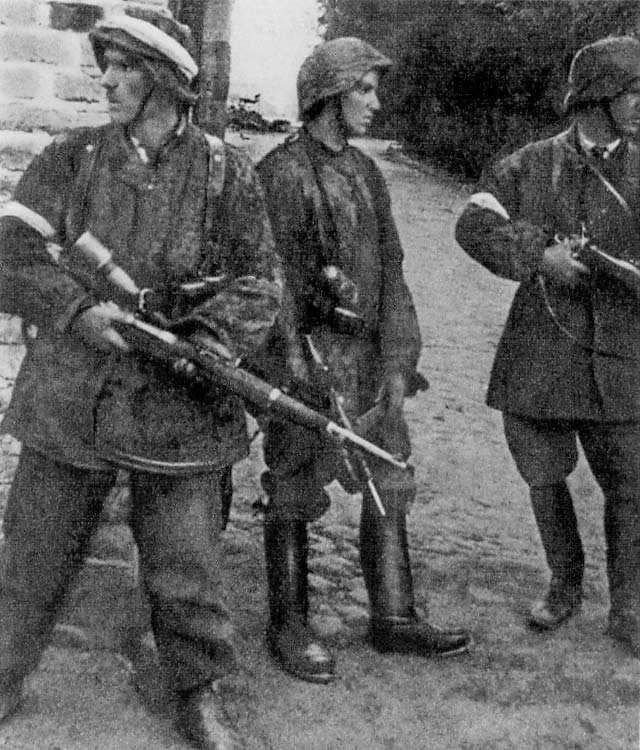
Tadeusz Milewski (po prawej) wraz z J. Deczkowskim (w środku) i Wojciechem Omyłą 5 VIII 1944 na „Gęsiówce” w kilka godzin przed śmiercią Tadeusza.

Tadeusz Milewski ps. Ćwik (ur. 4 sierpnia 1920 w Gdańsku, zm. 5 sierpnia 1944 w Warszawie) – sierżant, podharcmistrz, członek Szarych Szeregów, uczestnik powstania warszawskiego w szeregach 3. drużyny II plutonu „Alek” 2. kompanii „Rudy” batalionu „Zośka” Zgrupowania „Radosław” Armii Krajowej. 

## Życiorys
Syn Bernarda Milewskiego, inspektora Urzędu Emigracyjnego Wolnego Miasta Gdańska, współzałożyciela Macierzy Szkolnej, wiceprezesa Gminy Polskiej i Jadwigi z Pyczyńskich, działaczki Towarzystwa Polek i śpiewaczki w Chórze Polskim „Lutnia”. Oboje rodzice działali w Polonii Wolnego Miasta Gdańsk. Uczęszczał do Gimnazjum Polskiego Gdańsk. Tadeusz działał jako drużynowy IV lotniczej Gdańskiej Drużyny Harcerzy im. Żwirki i Wigury. Od 1935 r. mieszkał we Wrzeszczu, następnie w Sopocie. Członek Sodalicji Marjańskiej. 
Tuż przed wybuchem wojny wyjechał wraz z bratem Kazimierzem do Warszawy, gdzie przebywała ich matka, młodszy brat Stanisław oraz siostra Jadwiga. Z Warszawy wyjechał do Kowla, gdzie poznał Wojciecha Omyłę, a stamtąd do Kowna. W listopadzie 1941 r. powrócił do stolicy, miesiąc później wstąpił do Szarych Szeregów. Podjął studia na Wydziale Lekarskim Uniwersytetu Ziem Zachodnich. Brał udział w bazie leśnej Par. 1.
W czasie powstania warszawskiego 1944 uczestniczył, wraz z bratem Kazimierzem, w walkach na Woli w stopniu sierżanta w plutonie „Alek” kompanii „Rudy”, batalionu „Zośka”. Jego pluton w pierwszych dniach sierpnia opanował cmentarz żydowski na Woli, a następnie 5 sierpnia zdobył obóz koncentracyjny KL Warschau przy ul. Gęsiej, gdzie uwolnił 348 więźniów. Tego samego dnia około godziny 23-ej Tadeusz zginął od wybuchu pocisku artyleryjskiego, kiedy razem z Wojciechem Omyłą (ps. „Wojtek") pełnił wartę przy barykadzie na ulicy Gęsiej, obok bramy getta od strony ul. Okopowej. Najpierw został pochowany w pobliżu wejścia do Gęsiówki, po wojnie zaś ekshumowano jego zwłoki i pochowano go na  Cmentarzu Wojskowym na Powązkach w Warszawie do kwatery żołnierzy batalionu „Zośka” (kwatera A20-3-18).
Został odznaczony Krzyżem Walecznych.

Dowódca plutonu „Alek” Juliusz Deczkowski ps. „Laudański” napisał w swoich wspomnieniach na temat śmierci „Ćwika”: 

Podeszliśmy do barykady przy ul. Gęsiej. Obok wielkiego leja, powstałego od wybuchu dużego pocisku artyleryjskiego, ujrzeliśmy leżącą nieruchomo postać. Staliśmy przez dłuższą chwilę w wielkiej ciszy. Pełniłem tej nocy służbę obok poległego, w podłużnym leju, w którym cały się mieściłem. Przypominało mi się uporczywie ostatnie pożegnanie „Ćwika” ze swoją mamą. Pamiętałem jego rozmowę z „Kołczanem”, gdy wstępował do Grup Szturmowych Szarych Szeregów. Podkreślał, że jest instruktorem harcerskim wysiedlonym przez Niemców z Gdańska. Po zakończonej wojnie miał zamiar tam powrócić i nadal pracować jako wychowawca młodzieży. „Janka” (Kazimierz Milewski) z „Wojtkiem” (Wojciech Omyła) przez długi czas klęczeli obok zwłok „Ćwika”, zagłębieni w cichej modlitwie. Rano położyli je na kocu. W towarzystwie „Sosny” i jeszcze jednego z kolegów pomaszerowali ul. Okopową do Szkoły św. Kingi, gdzie w małym gronie odbył się pogrzeb.